# Parafia św. Stanisława w Grabowie
Parafia św. Stanisława Biskupa i Męczennika w Grabowie – parafia rzymskokatolicka należąca do dekanatu Łęczyca w diecezji łowickiej. Erygowana w XV wieku. 
Od 2015 roku proboszczem parafii jest ks. Jacek Marciniak.
Obecny kościół parafialny pw. św. Stanisława wybudowany został w latach 1835–1838 r. przez rodzinę Kretkowskich, a poświęcony przez pomocniczego biskupa kujawsko-kaliskiego Józefa Goldtmana.

## Zasięg parafii
Do parafii należą wierni z miejscowości: Besiekiery, Biała Góra, Bowętów, Budki, Byszew, Grabów, Kurzjama, Leszno, Nagórki, Ostrówek, Piaski, Sławęcin, Smolice i Stary Besk.